# Langschwanz-Wühlmaus

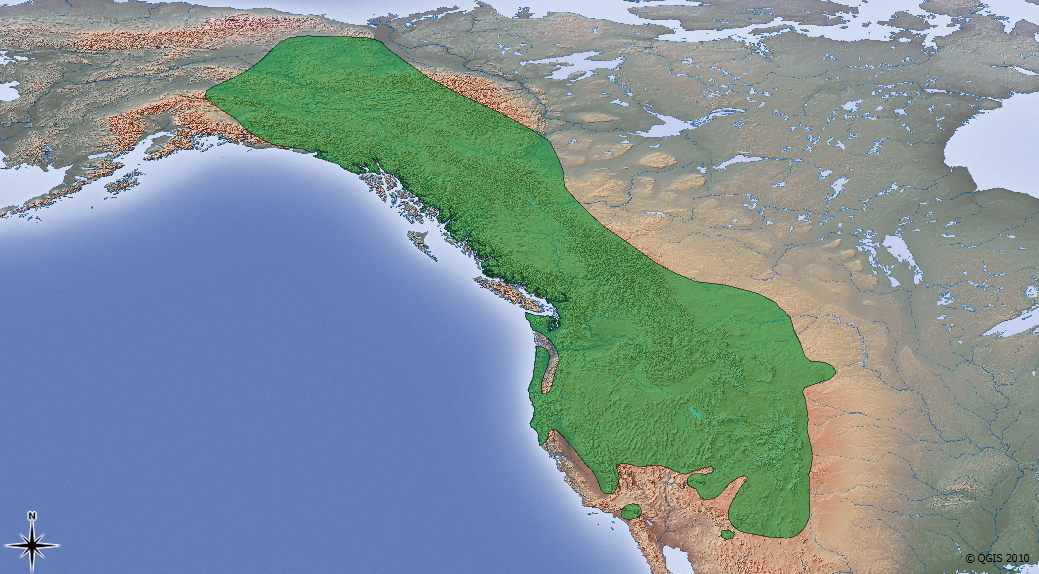
Verbreitungsgebiet der Langschwanz-Wühlmaus

Die Langschwanz-Wühlmaus (Microtus longicaudus) ist ein im nordwestlichen Nordamerika verbreitetes Nagetier in der Gattung der Feldmäuse. Die Art zählte zeitweilig zu den in Eurasien verbreiteten Schneemäusen (Chionomys). Auch wenn sie in ihren genetischen Eigenschaften stark von anderen nordamerikanischen Feldmäusen abweicht, ist sie ein naher Verwandter der Untergattung Microtus.

## Merkmale
Wie der Name andeutet, ist der Schwanz mit 52 bis 78 mm Länge auffällig lang. Zusammen mit Kopf und Rumpf ergibt sich eine Länge von 162 bis 198 mm, die Hinterfüße sind 19 bis 24 mm lang und die Ohren erreichen 13 bis 15 mm Länge. Oberseits ist hellgraues, graubraunes oder dunkelbraunes Fell vorhanden. Zu den Seiten hin wird das Fell grauer und die Unterseite ist von hellgrauem bis hellbraunem Fell bedeckt. In die Oberseite sind einige Haare mit schwarzen Spitzen eingestreut. Die großen Ohren sind behaart. Bei der Langschwanz-Wühlmaus lautet die Zahnformel I 1/1, C 0/0, P 0/0, M 3/3, was 16 Zähne im Gebiss ergibt. Die für die Untergattung Microtus typischen Drüsen im Leistenbereich fehlen den meisten Exemplaren.

## Verbreitung
Dieses Nagetier ist vom östlichen Alaska über das nordwestliche Kanada bis in den Westen von South Dakota sowie nach New Mexico und Kalifornien verbreitet. Es lebt im Flachland und in Gebirgen bis 3650 Meter Höhe. Das Habitat variiert zwischen Wäldern, Grasflächen, Buschland, Sümpfen, Halbwüsten und Kulturlandschaften.

## Lebensweise
Die Langschwanz-Wühlmaus ist in Alaska vorwiegend nachtaktiv und hält keinen Winterschlaf. Sie ernährt sich von Pflanzensamen, grünen Pflanzenteilen, Beeren und Pilzen. Im Winter wird die Nahrung mit weichen Teilen von Rinde komplettiert. Die Fortpflanzungszeit reicht im Norden von Mai bis September und im Süden bis Oktober. In Alberta wurden für Weibchen zwei bis vier Würfe pro Jahr registriert. In Alaska haben Weibchen in ihrem Leben bis zu zwei Würfe. Die durchschnittliche Anzahl der Neugeborenen pro Wurf beträgt in Alaska fünf und weiter südlich vier. Im Norden pflanzen sich die Exemplare nach dem Winter fort. Die meisten Tiere sterben vor Vollendung des ersten Lebensjahres. Die maximale Lebenslänge wurde mit 13,5 Monaten ermittelt. Diese Feldmaus fällt vor allem Eulen und verschiedenen Mardern zum Opfer.
Die Schwankungen der Populationsgröße sind deutlich. Nach längeren Zeiträumen mit 5 bis 16 Exemplaren pro Hektar kann die Population sprunghaft auf 40 Tiere pro Hektar ansteigen.

## Gefährdung
Die IUCN listet die L als nicht gefährdet (least concern) aufgrund fehlender Bedrohungen.